# 芝生は緑
『芝生は緑』（The Grass is Greener）は1960年のイギリス、アメリカ合衆国の映画。同名の舞台劇に基づいて製作されている。
スタンリー・ドーネン監督の作品で、出演はケーリー・グラントなど。

## キャスト
※括弧内は日本語吹替（初回放送1969年12月14日『日曜洋画劇場』）
- ビクター：ケーリー・グラント（中村正）
- ヒラリー：デボラ・カー（水城蘭子）
- チャールズ：ロバート・ミッチャム（浦野光）
- ハティ：ジーン・シモンズ（小原乃梨子）
- 執事：モーレイ・ワトソン（杉浦宏策）

## スタッフ
- 監督・製作：スタンリー・ドーネン
- 脚本：ヒュー・ウィリアムズ、マーガレット・ウィリアムズ
- 撮影：クリストファー・チャリス
- 編集：ジェームズ・クラーク
- 音楽：ノエル・カワード